# Balch Springs
Balch Springs es una ciudad ubicada en el condado de Dallas en el estado estadounidense de Texas. En el Censo de 2010 tenía una población de 23.728 habitantes y una densidad poblacional de 1.020,09 personas por km².

## Geografía
Balch Springs se encuentra ubicada en las coordenadas 32°42′50″N 96°37′5″O / 32.71389, -96.61806. Según la Oficina del Censo de los Estados Unidos, Balch Springs tiene una superficie total de 23.26 km², de la cual 23.2 km² corresponden a tierra firme y (0.27%) 0.06 km² es agua.

## Demografía
Según el censo de 2010, había 23.728 personas residiendo en Balch Springs. La densidad de población era de 1.020,09 hab./km². De los 23.728 habitantes, Balch Springs estaba compuesto por el 50.69% blancos, el 24.25% eran afroamericanos, el 1.39% eran amerindios, el 0.88% eran asiáticos, el 0.01% eran isleños del Pacífico, el 19.47% eran de otras razas y el 3.3% pertenecían a dos o más razas. Del total de la población el 45.81% eran hispanos o latinos de cualquier raza.

## Educación
Dos distritos escolares, el Distrito Escolar Independiente de Mesquite (MISD) y el Distrito Escolar Independiente de Dallas (MISD), sirven a partes de la ciudad.

### Distrito Escolar Independiente de Mesquite
Escuelas que sirven a partes de la ciudad:
Escuelas primarias:
- Escuela Primaria Floyd  (PreK-5, Balch Springs)
- Escuela Primaria Gray (PreK-5, Balch Springs)
- Escuela Primaria Gentry (PreK-5, Mesquite)
- Escuela Primaria Hodges (PreK-6, Balch Springs)
- Escuela Primaria Mackey (PreK-5, Balch Springs)
- Escuela Primaria McWhorter (PreK-5, Mesquite)
- Escuela Primaria Moss (K-6, Mesquite)

Escuelas secundarias:
- Escuela Secundaria A.C. New (6-8, Balch Springs)
- Escuela Secundaria Wilkinson (6-8, Mesquite)
- Escuela Secundaria Agnew (7-8, Mesquite)

Escuelas preparatorias:
- Escuela Preparatoria West Mesquite (9-12)
- Escuela Preparatoria Mesquite (9-12)

### Distrito Escolar Independiente de Dallas
Escuelas que sirven a partes de la ciudad:
Escuelas primarias (todas mixta):
- Escuela Primaria Gilbert Cuellar Sr. (PK-5)[9]
- Escuela Primaria Richard Lagow (PK-5)[10]
- Escuela Primaria John W. Runyon (PreK-5)[11]
- Escuela Primaria Kleberg (PreK-5)[12]

Escuelas secundarias:
- Escuela Secundaria Balch Springs (para niñas) - La secundaria para niños de esta zona es Florence
  - Si padres en la zona de asistencia de Balch Springs quieren educación mixta en el nivel de secundaria, la escuela secundaria es E. B. Comstock[13]
- Escuela Secundaria Fred F. Florence (para niños) - La secundaria para niñas de esta zona es Balch Springs
  - Si padres en la zona de asistencia de Florence quieren educación mixta en el nivel de secundaria, la escuela secundaria es John B. Hood[13]
- Escuela Secundaria Seagoville (mixto)[14]

Escuelas preparatorias (todas mixta):
- Escuela Preparatoria H. Grady Spruce,[15]
- Escuela Preparatoria W. W. Samuell,[16]
- Escuela Preparatoria Seagoville[17]